# A71 road
Die A71 road (englisch für Straße A71) ist eine in ihrem westlichen Teil als Primary route ausgewiesene Fernverkehrsstraße in Schottland, die Edinburgh mit Irvine an der schottischen Westküste verbindet.

## Verlauf
Die Straße beginnt in der schottischen Hauptstadt, verläuft zunächst in westsüdwestlicher Richtung, kreuzt die autobahnähnlich ausgebaute Südumgehung von Edinburgh A720 road knapp südlich des östlichen Beginns des M8 motorway und verläuft dann in einigem Abstand südlich von diesem durch West Lothian. In Newmains wird die nördlich von Cumbernauld kommende A73 road gekreuzt und im Clydesdale die A72 road. Sodann passiert die Straße bei der Anschlussstelle 8 den M74 motorway, der von Glasgow zur schottisch-englischen Grenze führt, und setzt sich, nunmehr als Primary road, über Stonehouse, Strathaven und Galston nach Kilmarnock fort, wo die A77 road gekreuzt wird. Die Fortsetzung der A71 führt als dual carriageway in westlicher Richtung nach Irvine an der Küste.